# Conjunto Habitacional Ana Jacinta

O Conjunto Habitacional Ana Jacinta é um bairro da cidade de Presidente Prudente, estado de São Paulo. É considerado o maior e mais populoso bairro e está situado na zona sudoeste da cidade.
Com um subcentro comercial e de serviços de importância significativa, Destaca-se também por ter se desenvolvido com maior velocidade. aprovado em 1992, o bairro começou a ser ocupado no ano seguinte com 2500 lotes residenciais, 44 comerciais, 166 núcleos industriais não poluentes e aproximadamente 15.000 habitantes.
Além disso o bairro possui Banco, Lotérica, Supermercado, Escolas Particulares e Públicas, Lan House, Panificadora, um amplo Parque (Parque do Povo) e um Hospital.
Enfim, parece uma pequena cidade dentro de Presidente Prudente.
Na coleta de lixo do bairro tem a Cooperlix. A Escola Estadual Francisco Pessoa foi de grande importância na fase de divulgação, já que desenvolvia, junto aos alunos, trabalhos de conscientização sobre a importância da coleta seletiva e o papel de cada morador para o sucesso do trabalho. A mesma Escola acima citada, conta com o projeto Escola da Família, onde é desenvolvido atividades para o interesse da comunidade, incuindo: Aulas de Dança, com a Companhia de Artes Cênicas Corpo Livre, e atividades de decoupage de caixa e tênis de mesa.
Através de projetos e dos apoios da Escola e da Prefeitura Municipal iniciou-se a construção e a equipagem de um local apropriado para que os trabalhadores tivessem condições básicas de segurança e de trabalho.
Tem acesso pelas Rodovias Comendador Alberto Bonfiglioli e Julio Budiski (SP-501).
Os bairros limítrofes são: Residencial Monte Carlo e Residencial Anita Tiezzi a norte, Jardim Prudentino e Conjunto Habitacional Mario Amato ao leste.

## Educação
- Escolas municipais
  - Escola Municipal Antônio Moreira Lima
  - Escola Municipal Maria Izabel Barbosa Negrão
  - Escola Municipal Karina Athia Krasuck
- Escolas estaduais
  - Escola Estadual Francisco Pessoa
  - Escola Estadual Professor Oracy Matricardi

## Lazer
- Praça da Juventude Francisco Vinha: conta com ginásio de esportes coberto, teatro de arena, quadra de vôlei de areia, campo de futebol society, pista de caminhada, pista de salto, campo de futebol de areia, quadra esportiva, pista de skate, parque infantil.
- Parque do Povo: Conta com pista de caminhada, parque infantil, Wifi livre, pista de skate, quadra de futebol, academia para melhor idade e lanchonete

## Saúde
- Unidade de Pronto Atendimento (UPA) do Conjunto Habitacional Ana Jacinta
- Unidade Básica de Saúde "Ênio Botelho Perroni"